# Detritivora major
Detritivora major is een vlindersoort uit de familie van de prachtvlinders (Riodinidae), onderfamilie Riodininae.
Detritivora major werd in 1932 beschreven door Lathy.